# Hiệp hội bóng đá Iraq
Hiệp hội bóng đá Iraq (IFA) (tiếng Ả Rập: الاتحاد العراقي لكرة القدم) là tổ chức quản lý, điều hành các hoạt động bóng đá ở Iraq. IFA quản lý đội tuyển bóng đá quốc gia Iraq, tổ chức các giải bóng đá như giải vô địch bóng đá Iraq, cúp bóng đá Iraq,.... IFA là thành viên của cả Liên đoàn bóng đá thế giới (FIFA), Liên đoàn bóng đá châu Á (AFC) và Liên đoàn bóng đá Tây Á (WAFF).
Chủ tịch của Hiệp hội bóng đá Iraq hiện nay là ông Timothy Tsun Ting FOK.